# Evangelische Omroep
La Evangelische Omroep (EO) es una asociación pública de radio y televisión de los Países Bajos que forma parte del sistema público neerlandés de radiodifusión desde 1970.

## Programación
Se encarga de producir programas de orientación religiosa evangélica para los canales de radio y televisión de la NPO.

## Historia
La asociación se crea en 1967 tras el descontento de la iglesia evangélica con la NCRV, la asociación encargada de emitir contenidos religiosos cristianos en el sistema de radiotelevisión pública neerlandesa.
Es por eso que en 1968 solicitaría su propia licencia para poder emitir contenidos religiosos propios en la NRU (Nederlandse Radio Unie) y en la NTS (Nederlandse Televisie Stichting), ambas instituciones son el origen de la actual NPO. Para ello se necesitaban 15.000 miembros, cifra que alcanzó en 1970 y que le permitió entrar en el sistema.
con datos de 2021 la EO cuenta con 320.000 miembros, situándose como la cuarta asociación más numerosa de la NPO.